# Wilhelm Lürkens’ palæ
Wilhelm Lürkens’ palæ (polsk Pałac Wilhelma Lürkensa) ligger ved Tadeusz Kościuszkos allé 33/35 i Łódź.
Bygningen blev rejst til trikotagefabrikejeren Wilhelm Lürkens i årene 1912-1913 efter tegninger af Alwill Jankau fra Letland. Palæet var den sidste fabrikantresidens rejst før 1. verdenskrig, som forenede handels- og repræsentative funktioner.
I 1929 gik palæet over til Tekstilindustriforbundet. Efter 2. verdenskrig husede bygningen Łódźbohemen. I dag har blandt andet den berømte restaurant "Spatif" sine lokaler i bygningen.
Palæet har tre etager og tunge, massive klassicistiske former. Den er rigt udsmykket indvendigt, og trappeopgangen er dækket af marmor og dekoreret med allegoriske glasmalerier.

51°46′0″N 19°27′14.61″Ø / 51.76667°N 19.4540583°Ø